# Liste der Nummer-eins-Hits in Mexiko (2024)
Diese Liste der Nummer-eins-Hits basiert auf den Top 10 der offiziellen mexikanischen Streamingcharts im Jahr 2024, die durch AMPROFON, die nationale Landesgruppe der IFPI, ermittelt werden.

## Singles
| ← 2023 ← | Liste der Nummer-eins-Hits in Mexiko | Liste der Nummer-eins-Hits in Mexiko | Liste der Nummer-eins-Hits in Mexiko                                                                      | 2025 →                    |
| \| Zeitraum \| Wo. ges. \| Interpret \| Titel Autor(en) \| Zusätzliche Informationen \| \| (Zeitraum, Wochen auf Platz eins, Interpret, Titel, Autor[en], zusätzliche Informationen) \| \| \| \| \| \| ----------------------------------------------------------------------------------------- \| -------- \| ------------------------------ \| --------------------------------------------------------------------------------------------------------- \| ------------------------- \| \| 15. Dezember 2023 – 7. März 2024 12 Wochen \| 12 \| Xavi \| La diabla Joshua Xavier Gutierrez Alonso, Ramon Alejandro Hernandez Ceballos \| – \| \| 8. März 2024 – 30. Mai 2024 12 Wochen \| 12 \| Natanael Cano & Óscar Maydon \| Madonna Nathanahel Ruben Cano Monge, Alexis Armando Fierro Roman \| – \| \| 31. Mai 2024 – 13. Juni 2024 2 Wochen (insgesamt 8) \| 8 \| Luis R. Conriquez & Neton Vega \| Si no quieres no Luis Ernesto Vega Carvajal \| – \| \| 14. Juni 2024 – 20. Juni 2024 1 Woche \| 1 \| Óscar Maydon & Junior H \| Volver al futuro Alexis Armando Fierro Román \| – \| \| 21. Juni 2024 – 1. August 2024 6 Wochen (insgesamt 8) \| 8 \| Luis R. Conriquez & Neton Vega \| Si no quieres no Luis Ernesto Vega Carvajal \| – \| \| 2. August 2024 – 12. September 2024 6 Wochen \| 6 \| Peso Pluma & Neton Vega \| La patrulla Luis Ernesto Vega Carvajal \| – \| \| 13. September 2024 – 10. Oktober 2024 4 Wochen \| 4 \| Tito Double P \| El lokerón Jesús Roberto Laija García, Jesús Camacho, Juan Manuel Osorio, Yahid Roel Tejada Atondo \| – \| \| 11. Oktober 2024 – 26. Dezember 2024 11 Wochen \| 11 \| Óscar Maydon & Fuerza Regida \| Tu boda Alexis Armando Fierro Román \| – \| \| 27. Dezember 2024 – 8. Januar 2025 2 Wochen \| 2 \| Tito Double P \| Rosones Jesús Ortíz Paz, Jesús Roberto Laija García, Jorge Jiménez Sanchez, Pablo Jesús Gastelum Olivares \| – \| |                                      |                                      | |                           |
| ← 2023 |                                      |                                      | | → 2025 →                  |
| Zeitraum | Wo. ges.                             | Interpret                            | Titel Autor(en)                                                                                           | Zusätzliche Informationen |
| (Zeitraum, Wochen auf Platz eins, Interpret, Titel, Autor[en], zusätzliche Informationen) |                                      |                                      | |                           |
| 15. Dezember 2023 – 7. März 2024 12 Wochen | 12                                   | Xavi                                 | La diabla Joshua Xavier Gutierrez Alonso, Ramon Alejandro Hernandez Ceballos                              | –                         |
| 8. März 2024 – 30. Mai 2024 12 Wochen | 12                                   | Natanael Cano & Óscar Maydon         | Madonna Nathanahel Ruben Cano Monge, Alexis Armando Fierro Roman                                          | –                         |
| 31. Mai 2024 – 13. Juni 2024 2 Wochen (insgesamt 8) | 8                                    | Luis R. Conriquez & Neton Vega       | Si no quieres no Luis Ernesto Vega Carvajal                                                               | –                         |
| 14. Juni 2024 – 20. Juni 2024 1 Woche | 1                                    | Óscar Maydon & Junior H              | Volver al futuro Alexis Armando Fierro Román                                                              | –                         |
| 21. Juni 2024 – 1. August 2024 6 Wochen (insgesamt 8) | 8                                    | Luis R. Conriquez & Neton Vega       | Si no quieres no Luis Ernesto Vega Carvajal                                                               | –                         |
| 2. August 2024 – 12. September 2024 6 Wochen | 6                                    | Peso Pluma & Neton Vega              | La patrulla Luis Ernesto Vega Carvajal                                                                    | –                         |
| 13. September 2024 – 10. Oktober 2024 4 Wochen | 4                                    | Tito Double P                        | El lokerón Jesús Roberto Laija García, Jesús Camacho, Juan Manuel Osorio, Yahid Roel Tejada Atondo        | –                         |
| 11. Oktober 2024 – 26. Dezember 2024 11 Wochen | 11                                   | Óscar Maydon & Fuerza Regida         | Tu boda Alexis Armando Fierro Román                                                                       | –                         |
| 27. Dezember 2024 – 8. Januar 2025 2 Wochen | 2                                    | Tito Double P                        | Rosones Jesús Ortíz Paz, Jesús Roberto Laija García, Jorge Jiménez Sanchez, Pablo Jesús Gastelum Olivares | –                         |